# Historische Romane von Zabern
Die Reihe Historische Romane von Zabern ist eine von 2007 bis 2011 im Verlag Philipp von Zabern erschienene Buchreihe mit belletristischen Titeln aus dem Bereich der historischen Romane. Laut Verlagsauskunft zeichnet sich die Reihe dadurch aus, dass die Werke ausschließlich von Fachkennern der Geschichte bzw. Historikern und Archäologen verfasst werden und in der Darstellung von Fakten exakt sind.
Fast alle in der Reihe erscheinenden Werke sind deutsche Ersterscheinungen. Lediglich der Roman Die Etruskerin der bekannten Etruskologin Sybille Haynes ist eine geringfügig überarbeitete Fassung eines bereits 1981 unter dem Titel Die Tochter des Augurs. Aus dem Leben der Etrusker im Zabern-Verlag in der Reihe Kulturgeschichte der Antiken Welt erschienenen Romans, ISBN 3-8053-0463-3.
Während die Bände bis Frühjahr 2010 gebunden mit Schutzumschlag erschienen, verfügten die späteren Ausgaben lediglich über ein Flexicover, besitzen dafür aber ein Lesebändchen.

## Bandverzeichnis
| Titel                                       | Autor                  | Erscheinungsjahr | Setting                         | Zeit der Handlung    | Reale historische Figuren      | ISBN                   |
| ------------------------------------------- | ---------------------- | ---------------- | ------------------------------- | -------------------- | ------------------------------ | ---------------------- |
| Der Flug des Greifen                        | Michael Pfrommer       | 2007             | Zentralasien                    | 4. Jh. v. Chr.       | Alexander der Große            | ISBN 978-3-8053-3728-1 |
| Das Zweite Buch                             | Michael Pfrommer       | 2007             | Babylon; USA und Irak           | 6. Jh. v. Chr.; 2003 | Ezechiel                       | ISBN 978-3-8053-3714-4 |
| Hindukusch                                  | Michael Pfrommer       | 2007             | Afghanistan                     | Zweiter Weltkrieg    |                                | ISBN 978-3-8053-3790-8 |
| Der geheime Name Gottes                     | Christian Robert Lange | 2008             | Arabien                         | 14. Jh.              | Ibn Battuta                    | ISBN 978-3-8053-3841-7 |
| Der Krüppelmacher                           | Günter Ruch            | 2008             | Köln                            | 14. Jh.              |                                | ISBN 978-3-8053-3878-3 |
| Die schwarze Taube                          | Beate Schaefer         | 2008             | Trier                           | 4. Jh.               | Britto von Trier               | ISBN 978-3-8053-3842-4 |
| Excrucior                                   | Cornelius Hartz        | 2008             | Rom                             | 1. Jh. v. Chr.       | Catull, Clodia Metelli, Cicero | ISBN 978-3-8053-3902-5 |
| Die Etruskerin                              | Sybille Haynes         | 2008             | Italien                         | 6. Jh. v. Chr.       |                                | ISBN 978-3-8053-3867-7 |
| Die Toten kehren wieder mit dem Wind        | Michael Höveler-Müller | 2009             | Ägypten                         | 14. Jh. v. Chr.      | Haremhab, Tutanchamun          | ISBN 978-3-8053-3967-4 |
| Die Germanin                                | Robert Gordian         | 2009             | Germanien                       | 1. Jh.               | Varus, Arminius                | ISBN 978-3-8053-3930-8 |
| Sie kamen bis Konstantinopel                | Frank Stefan Becker    | 2009             | Europa und Arabien              | 7. Jh.               | Konstans II.                   | ISBN 978-3-8053-4081-6 |
| Habichte über Karthago                      | Bernd Hertling         | 2009             | Europa und Nordafrika           | 5. Jh.               | Geiserich                      | ISBN 978-3-8053-4080-9 |
| Die Frau im Grünen Mantel                   | Andrea Rottloff        | 2010             | Palästina                       | 12. Jh.              | Richard Löwenherz, Saladin     | ISBN 978-3-8053-4087-8 |
| Die Blutkönigin                             | Günter Ruch            | 2010             | Gallien                         | 1. Jh. v. Chr.       | Caesar                         | ISBN 978-3-8053-4148-6 |
| Julia. Glanz und Tragik einer Kaisertochter | Traute Petersen        | 2010             | Rom, Pandateria                 | 1. Jh.               | Augustus, Julia, Tiberius      | ISBN 978-3-8053-4237-7 |
| Tage des Seth                               | Judith Mathes          | 2010             | Ägypten                         | 12. Jh. v. Chr.      | Ramses III.                    | ISBN 978-3-8053-3911-7 |
| Abgründe der Macht                          | Robert Gordian         | 2011             | Deutschland                     | 10. Jh.              | Otto der Große                 | ISBN 978-3-8053-4316-9 |
| Das Blut der Gläubigen                      | Sandra Ann Fortner     | 2011             | Augsburg                        | 1286                 |                                | ISBN 978-3-8053-3950-6 |
| Bianca Lancia. Die Buhle des Kaisers        | Siegfried Obermeier    | 2011             | Deutschland und Italien         | 12. Jh.              | Friedrich II.                  | ISBN 978-3-8053-4276-6 |
| Der Bischof von Palatino                    | Wiltrud Ziegler        | 2011             | Deutschland, Rom, Heiliges Land |                      |                                | ISBN 978-3-8053-4371-8 |
| Lysias                                      | Jochen Fornasier       | 2011             | Pantikapaion                    |                      |                                | ISBN 978-3-8053-4372-5 |